# هنري دينغ
هنري دينغ (بالفرنسية: Henri Ding)‏ هو نحات فرنسي، ولد في 30 يونيو 1844 في غرونوبل في فرنسا، وتوفي بنفس المكان في 24 أغسطس 1898.